# Eugyrioides myodes
Eugyrioides myodes är en sjöpungsart som beskrevs av C.S. Millar 1962. Eugyrioides myodes ingår i släktet Eugyrioides och familjen kulsjöpungar. Inga underarter finns listade i Catalogue of Life.